# 钩子木
钩子木（学名：Rostrinucula dependens），为唇形科钩子木属下的一个植物种。